# Medindie
Medindie är en ort i Australien. Den ligger i kommunen Town of Walkerville och delstaten South Australia, nära delstatshuvudstaden Adelaide.
Runt Medindie är det mycket tätbefolkat, med 1 754 invånare per kvadratkilometer.. Närmaste större samhälle är Adelaide, nära Medindie.
Runt Medindie är det i huvudsak tätbebyggt. Genomsnittlig årsnederbörd är 593 millimeter. Den regnigaste månaden är juli, med i genomsnitt 95 mm nederbörd, och den torraste är december, med 13 mm nederbörd.